# Paradidyma petiolata
Paradidyma petiolata là một loài ruồi trong họ Tachinidae.